# Artashes Minassian
Pour les articles homonymes, voir Minassian.
Artashes Minassian (en arménien Արտաշես Մինասյան, né le 21 janvier 1967) est un joueur d'échecs arménien, grand maître international depuis 1992.  Il a remporté le championnat national à six reprises et le dernier championnat d'URSS, en 1991.
Au 26 juillet 2010, son classement Elo est de 2 563 points.

## Carrière aux échecs
Minassian a remporté le championnat national d'Arménie à six reprises, en 1990, 1992, 1993, 1995, 2004 et 2006. Il a remporté également le dernier Championnat d'échecs d'URSS en 1991 et l'Open de New York en 1998.
Minassian participa à neuf olympiades d'échecs de 1992 à 2008, avec un score de 38 points marqués en 64 parties (+24 =28 -12). En 2006, l'équipe d'Arménie remporta l'Olympiade de Turin. L'équipe était composée de Levon Aronian, Vladimir Akopian, Karen Asrian, Smbat Lputian, Gabriel Sargissian et de Minassian. Deux ans plus tard, l'Arménie remporta l'olympiade de Dresde (Minassian ne disputa qu'une partie en 2008).
Lors du championnat du monde de la Fédération internationale des échecs 2000, Minassian battit Buenaventura Villamayor au premier tour puis perdit face à Mikhaïl Gourevitch au deuxième tour.
En 1995, il remporta la Coupe d'Europe des clubs d'échecs avec l'équipe de Erevan.
Lors de la Coupe du monde d'échecs 2005, il fut battu au premier tour par Loek van Wely.

## Parties remarquables
- Kateryna Lahno - Artashes Minasian, 6e Open Aeroflot 2007, 0-1
- Artashes Minassian - Tigran Nalbandian, ch d'Arménie 2008, 1-0
- Artashes Minassian - Loek Van Wely, Philadelphie 1994 1-0